# ディーン・シリングワースの殺人
ディーン・シリングスワースの遺体（2005年2月25日-2007年10月11日）は、2007年10月17日、オーストラリアのニューサウスウェールズ州アンバーベールにあるマンデュラマ動物保護区の池で子供たちによって発見された。遺体は市松模様のスーツケースの中にある2つのビニール袋に包まれてた。遺体は水中にあったため、彼の体は崩壊した。地元の警察は、ニューサウスウェールズ州警察の法医学チームによる調査を実施した。 [2]法医学的証拠と調査により、少年の母親が特定された。警察は後に、近くのローズメドーに住む母親のレイチェル・フィッツナーを逮捕した。彼女はディーンの殺人罪で起訴された。 [1] [3]彼女は保釈を求めず、拘留された。 [4]

## バックグラウンド
フィッツナーから離れた父親によると、彼女には3人の子供がいて、ディーンには姉と弟がいたが、それぞれ父親が異なっていた。
変更されていないテキストが多すぎるため、翻訳を公開できませんでした。